# Sfärisk astronomi
Sfärisk astronomi eller praktisk astronomi är den gren av astronomin som handlar om himlakropparnas position och rörelse på himmelssfären sett vid en viss tidpunkt och från en viss plats på jorden. 
Den använder sig av matematiska metoder från sfärisk geometri och mätresultat från astrometrin.
Det är en av de äldsta områdena inom den astronomiska vetenskapen och kan dateras tillbaka till antiken. Observationer av himlakroppar har alltid varit viktiga för tidtagning och navigation, men har också haft betydelse av religiösa och astrologiska skäl.
De viktigaste elementen i sfärisk astronomi är koordinatsystem och tid. Ett objekts position på himlen anges i ett ekvatoriellt koordinatsystem baserat på projektionen av jordens ekvator på himmelssfären. Koordinaterna i detta system är objektets rektascension (α) och deklination (δ). Med hjälp av uppgifter om lokal tid och breddgrad kan positionen räknas om och anges i ett lokalt horisontellt koordinatsystem med koordinaterna höjd och azimut.